# Manaquí blau
El manaquí blau (Chiroxiphia caudata) és un ocell de la família dels píprids (Pipridae).

## Hàbitat i distribució
Habita els boscos de les terres baixes del sud-est del Brasil i sud de Paraguai i nord-est de l'Argentina.